# Илиев, Деян
Деян Илиев (макед. Дејан Илиев; род. 25 февраля 1995, Струмица) — северо македонский футболист, вратарь клуба «ХИК» и сборной Северной Македонии.

## Клубная карьера
В 2012 году Илиев перешёл из клуба своего родного города «Беласица» в «Арсенал», где присоединился к команде клубной академии. Он подписал трехлётний контракт, который затем был продлён в марте 2015 года, а затем в июне 2018 года. Илиев трижды появлялся в заявках «Арсенала» на матч в качестве запасного: против «Норвича» в Кубке Лиги в октябре 2017 года и дважды в Лиге Европы УЕФА: против «Карабаха» и против «Челси» (1:4) в финале в качестве третьего вратаря..
Деян Илиев сыграл 22 матча в высших лигах чемпионатов Польши и Словакии за «Середь» и «Ягеллонию». 8 октября 2020 года Илиев присоединился к команде Первой лиги «Шрусбери Таун» по аренде до конца сезона 2021/22.

## Карьера в сборной
Илиев выступал за сборные Северной Македонии до 19 лет и до 21 года в общей сложности 10 раз.